# جوائز الريادة العالمية
تم إعداد جوائز الريادة العالمية من قِبل منتدى الريادة العالمي بإنجلترا، المملكة المتحدة، (والذي تم حله منذ 2012)، وتم تقديمها للمدن الرائدة التي أظهرت خيالاً أو بصيرة أو مرونة استثنائية في عدد من المجالات الرئيسية - لا سيما المدن التي انطوت على اتجاهات انعكاسية، والتي تحررت من الصور التقليدية، وكانت بمثابة قدوة ومصدر إلهام للمدن الأخرى.
وبدأ تنصيب الجوائز عام 2005 وتشير الاستشهادات المتاحة على شبكة الإنترنت أنه تم منحها عام 2006 و2007. وأشارت بيانات صحفية صادرة عن بعض الفائزين إلى أنه في عام 2006 تمت دعوة حوالي 40 مدينة من جميع أنحاء العالم للمنافسة في 15 فئة من الجودة والتحسن الحضري.
تجدر الإشارة إلى أن الجوائز تم منحها منذ ذلك الحين (في عام 2012، وبعد الانهيار الواضح في عام 2009 للجهة الراعية وهي منظمة منتدى الريادة العالمي المحدودة (World Leadership Forum) - وفقًا لبحث على شبكة الإنترنت عن المصطلح "World Leadership Awards".
وصدرت الجوائز للمدن التي قدمت إسهامات لدى منتدى الريادة العالمي، في

## المدن الفائزة
(للاطلاع على القائمة الكاملة للمدن الفائزة لعام 2006، انظر العنوان المنفصل -- المدن الفائزة في عام 2006 -- أدناه)
- جوائز الريادة العالمية

- الفئة: الزراعة والهندسة المدنية؛
- الفئة: الثقافة والفنون؛
- الفئة: الإسكان؛
- الفئة: الاقتصاد و/أو العمل؛
- الفئة: البيئة؛
- 2006 - سولت ليك سيتي، يوتا، الولايات المتحدة الأمريكية

- الفئة: القانون والنظام؛
- الفئة: التجديد الحضري
- 2005 - بنوم بنه، كمبوديا
- 2006 - سانت لويس، ميسوري، الولايات المتحدة الأمريكية

- القائمة المختصرة النهائية الأخرى لعام 2006:
* كانزاس سيتي، ميسوري، الولايات المتحدة الأمريكية
* مانشستر، إنجلترا، المملكة المتحدة
* كلكتا، الهند
- الفئة: النقل
- الفئة: المرافق / المياه / الحفاظ على البيئة
- 2006 - البوكيرك، نيو ميكسكو، الولايات المتحدة الأمريكية، (mayor: Martin Chávez)

## المدن الفائزة في 2006
تم الإعلان عن المدن الفائزة لجوائز الريادة العالمية لعام 2006 في محاكم العدل الملكية في لندن.
- الزراعة والهندسة المدنية: مدينة ليما - مدينة السلالم الصفراء
- الاقتصاد والعمل: مدينة كراكوف - التنمية السياحية
- التعليم وتنمية الشباب: مدينة لاغوس - التكامل بين الشباب والمجتمع
- البيئة: مدينة كالغاري - صناعة الفرق
- الصحة: مدينة ميسيسوجا - مركز الإشراف الصحي
- القانون والنظام: مدينة شتوتغارت - الشراكة من أجل السلامة والأمن
- العلوم والتكنولوجيا: مدينة لاغوس - تحسين جودة الحياة[4]
- تخطيط المدن: مدينة ليما - الحديقة البيئية
- النقل: مدينة مكسيكو - النقل المستدام
- التجديد الحضري: مدينة سانت لويس - إستراتيجية التجديد
- المرافق: مدينة البوكيرك - تأمين مستقبل رائع

## وصلات خارجية
- World Leadership Forum
- World Leadership Awards